# Repuszycha
Repuszycha – dawny zaścianek. Tereny, na których był położony, leżą obecnie na Białorusi, w obwodzie mińskimm, w rejonie wołożyńskim, w sielsowiecie Wiszniew.

## Historia
W czasach zaborów okolica szlachecka w gminie Holszany, w powiecie oszmiańskim, w guberni wileńskiej Imperium Rosyjskiego. W 1866 roku liczyła 7 domów i 135 mieszkańców. W 1905 roku liczył 48 mieszkańców, 16 dziesięcin.
W latach 1921–1945 kolonia leżała w Polsce, w województwie wileńskim, w powiecie oszmiańskim, w gminie Holszany.
W 1931 w 11 domach zamieszkiwały 84 osoby.
Wierni należeli do parafii rzymskokatolickiej w Bohdanowie i prawosławnej w Mościszczach. Miejscowość podlegała pod Sąd Grodzki w Holszanach i Okręgowy w Wilnie; właściwy urząd pocztowy mieścił się w Bohdanowie.